# Joel Harden
Pour les articles homonymes, voir Harden.
Joel Harden, né le 14 janvier 1972 à Vankleek Hill, est un chercheur, enseignant et homme politique canadien de l'Ontario. 
Il est député d'Ottawa-Centre à l'Assemblée législative de l'Ontario sous la bannière du Nouveau Parti démocratique de l'Ontario depuis l'élection de juin 2018. 

## Biographie
Né le 14 janvier 1972 à Vankleek Hill en ontario, Joel Harden suit une formation en sociologie et sciences politiques à l'Université Queen's et obtient une maîtrise et un doctorat en sciences politiques à l'Université York. De 1998 à 2000, il est président de la section ontarienne de la Fédération canadienne des étudiantes et étudiants.
Devenu chercheur à la Fédération canadienne des étudiants, il est également instructeur au département de droit et de science légale de l'Université Carleton ainsi que professeur-adjoint à la Brock University. Il enseigne aussi à l'Université de Nipissing, l'Université McMaster et au Labour College of Canada. De 2005 à 2010, il est chercheur au Congrès du travail du Canada ainsi que directeur du département d'éducation de 2010 à 2012.

## Politique
Harden est élu député néo-démocrate dans la circonscription d'Ottawa-Centre en 2018. Il devient critique des sujets concernant les aînés et l'accessibilité aux personnes avec des pensions d'invalidité en août 2018.
En juin 2022, le candidat néo-démocrate, Joel Harden, remporte de nouveau la victoire dans la circonscription d'Ottawa-Centre, en se démarquant de sa concurrente libérale, Katie Gibbs (en). Harden obtient plus de 54 % des voix avec un écart de 17 715 voix sur la candidate libérale.